# Beurenkern
Der Beurenkern ist ein zur Gemeinde Treis-Karden an der Mosel gehörender ca. fünf Kilometer langer Bergrücken von prähistorischer und kulturhistorischer Bedeutung. Er liegt südlich der Mosel zwischen dem Dünnbach und dem Flaumbach.
Eine prähistorische Wegetrasse, ein Grabhügelfeld mit elf Grabhügeln, eine eisenzeitliche Befestigung (Abschnittswall Treis-Karden), römische Grabgärten und Einzelfunde lassen auf eine frühe Besiedlung seit der Urnenfelderzeit und der Hunsrück-Eifel-Kultur schließen.
Heute befinden sich auf dem Beurenkern der Wohnplatz Beurenhof mit einer denkmalgeschützten Kapelle sowie einige Wochenend- und Jagdhäuser. Im 18. und 19. Jahrhundert existierte ein weiterer Hof, der Kreuzerterhof. In Richtung Treis stehen zwei Libanonzedern, die als Naturdenkmale gelten.